# 5825 Rakuyou
5825 Rakuyou è un asteroide della fascia principale. Scoperto nel 1990, presenta un'orbita caratterizzata da un semiasse maggiore pari a 2,6572434 UA e da un'eccentricità di 0,1694258, inclinata di 12,10099° rispetto all'eclittica.